# Ташкурган-Таджицький автономний повіт
37°46′26″ пн. ш. 75°13′32″ сх. д. / 37.77381° пн. ш. 75.22563° сх. д.
Ташкурган-Таджицький автономний повіт (уйгурська:تاشقۇرقان تاجىك
ئاپتونوم ناھىيىسى; кит.: 塔什库尔干塔吉克自治县; Піньінь:Tǎshìkù'ěrgàn Tǎjíkè zìzhìxiàn; сарикольська МФА: [tɔʃqyrʁɔn tudʒik ɔftunum nɔja]). Один з повітів Кашгарської префектури на заході Сіньцзяну.

## Географія
Ташкурганський повіт розташовано у східній частині Памірського плато, де Куньлунь, Каракуньлунь, Гіндукуш і Тянь-Шань мають зчленування, на кордоні Афганістану (Ваханський коридор), Таджикистану (Горно-Бадахшанська автономна область), пакистанської частини Кашміру . Головне місто Ташкурган.
Повіт має довжину — 178 км з півночі на південь і ширину — 140 км зі сходу на захід, загальна площа становить близько 52400 км², при середній висоті понад 4000 метрів.
Друга за висотою гора у світі, вершина K2 знаходиться на кордоні Ташкурганського повіту й Північної території Пакистану. Дві провідні річки Ташкурганського повіту: Ташкурган й Тизнап. Є кілька гарячих джерел і родовища золота, заліза і міді.

### Клімат
Середньорічна температура становить 3,3 ° C, літній максимум близько 32 ° С і зимній мінімум близько −39 ° C; середня кількість опадів 68,3 мм.

## Населення
Загальна чисельність населення Ташкорганського повіту — 27800, з них 84 % памірці, 4 % ханьці і 12 % інші. (Дані за 1995 рік)

## Історія
За часів династії Хань, Ташкорган був відомий як Пулі (蒲犁); за часів династії Тан, він був під протекторатом Парфії, під час династії Юань у складі Чагатайського улусу. Ташкурган-Таджицький автономний повіт було утворено в 1954.

## Транспорт
Каракорумське шосе прямує через Ташкурган.